# Peter O'Toole
Peter James O’Toole (Connemara, 2 de agosto de 1932 — Londres, 14 de dezembro de 2013) foi um ator irlandês. Em 2007, sua performance em Lawrence da Arábia foi eleita a maior de toda a história do cinema pela Première.
Ao longo de sua carreira, recebeu oito indicações ao Oscar de Melhor Ator, e detém atualmente o recorde de mais indicações ao Oscar por atuar sem nenhuma vitória. Ganhou quatro Globos de Ouro, um Emmy e um BAFTA, e ainda foi agraciado com um Oscar Honorário em 2003, pela notabilidade dos personagens que interpretou.
Era pai da atriz Kate O'Toole e do ator Lorcan O'toole.

## Vida
Peter James O'Toole nasceu em 1932. Filho de Jane Constance, uma enfermeira escocesa, e Patrick Joseph O'Toole, um irlandês. Foi criado na religião cristã católica e no início da Segunda Guerra Mundial estudou numa escola católica.
| “ | Eu costumava ter medo das freiras: toda sua negação da feminilidade — os vestidos pretos e o raspar de todo o nosso cabelo — foi tão horrível, era terrível. | ” |

Ao sair da escola O'Toole obteve emprego de estagiário como jornalista e fotógrafo, até que ele foi chamado para o serviço nacional. Em 1952 O'Toole conseguiu uma bolsa de estudos na Royal Academy of Dramatic Art (RADA). Na RADA, ele estudava na mesma classe de Albert Finney, Alan Bates e Brian Bedford.

## Carreira

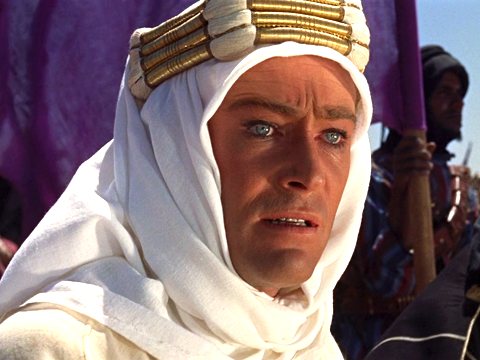
Peter O'Toole em Lawrence da Arábia

O'Toole começou a trabalhar no teatro, antes de fazer sua estreia na televisão em 1954. Ele apareceu pela primeira vez no cinema em 1959 em um pequeno papel. Ele veio a ganhar seu maior reconhecimento ao interpretar T. E. Lawrence no filme de David Lean Lawrence da Arábia de 1962, depois que Marlon Brando e Albert Finney recusaram o papel. O papel lhe apresentou para o público dos Estados Unidos e lhe rendeu a primeira das suas oito indicações para o Oscar de melhor ator.
O'Toole ainda interpretou grandes papéis como o Rei Henrique II da Inglaterra em Becket de 1964 e em  The Lion in Winter de 1968. O'Toole interpretou também Hamlet sob direção de Laurence Olivier. Ele também apareceu na produção de Seán O'Casey Juno e cumpriu uma ambição de sua vida quando subiu no palco da capital irlandesa no Abbey Theatre em 1970, ao interpretar Samuel Beckett ao lado Donal McCann. Em 1980, ele recebeu a aclamação da crítica ao interpretar o diretor no filme por trás das cenas de O Fugitivo. O'Toole foi indicado ao Oscar em 1982 pela comédia My Favorite Year, que fala sobre a luz por trás dos bastidores em um show de variedades da TV na década de 1950.
Em 1972, ele interpretou Miguel de Cervantes em sua criação ficcional de Don Quixote em Man of La Mancha, em uma adaptação cinematográfica do musical da Broadway de 1965, ao lado de Sophia Loren. O filme foi amplamente criticado pela crítica especializada e pelo público na época, mas o filme se tornou um dos maiores sucessos em videocassete e DVD.
O'Toole ganhou um prêmio Emmy por seu papel na mini-série de 1999 Joan of Arc. Ele foi mais uma vez nomeado para Oscar de melhor ator em 2006 por sua interpretação como Maurice em Venus, dirigido por Roger Michell, como sua oitava nomeação. Mais recentemente, O'Toole co-estrelou  o filme da Pixar Ratatouille, um filme animado sobre um rato com um sonho de se tornar o maior cozinheiro de Paris, onde ele interpretou Anton Ego, um crítico gastronômico.

## Vida pessoal
Em 1959, casou-se com a atriz galesa Siân Phillips, com quem teve duas filhas: Kate (1960-) Patricia (1963-). Peter e Sian se divorciaram em 1979. Phillips revelou mais tarde em duas autobiografias que O'Toole a havia submetido à crueldade mental  em grande parte alimentada por beber em demasia. E estava sujeito a crises de ciúme extremo, quando ela finalmente o deixou por um amante mais jovem. De um relacionamento com a modelo Karen Brown, nasceu seu terceiro filho, Lorcan (1983-).
Uma doença grave quase terminou sua vida no final de 1970. Devido à sua bebedeira e um defeito digestivo, desde o nascimento, ele passou por uma cirurgia em 1976 para ter seu pâncreas e grande parte do estômago removido. Em consequência da cirurgia, ficou dependente da insulina. Em 1978 ele quase morreu de uma doença no sangue. O'Toole, eventualmente, se recuperou e voltou a trabalhar, embora ele achasse mais difícil de conseguir papéis em filmes, resultando isto em mais trabalho para a televisão e papéis no palco ocasionalmente. No entanto, ele apareceu em 1987 no filme O Último Imperador, onde interpretou o tutor escocês Sir Reginald Fleming Johnston.
Peter O'Toole residia em Clifden, no condado de Galway, na Irlanda desde 1963 e no auge de sua carreira manteve casas em Dublin, Londres e Paris, mas nos últimos anos de vida manteve apenas sua casa em Londres. Enquanto estudava na RADA no início dos anos 1950 ele era ativo nos protestos contra os britânicos no envolvimento na Guerra da Coreia. Mais tarde, na década de 1960, ele foi um adversário ativo da Guerra do Vietnã.
Apesar de ter perdido a fé na religião organizada quando adolescente, O'Toole manifestou sentimentos positivos em relação à vida de Jesus Cristo. Em uma entrevista para The New York Times, ele disse:
| “ | Ninguém pode levar Jesus para longe de mim … não há nenhuma dúvida de que houve uma figura histórica de grande importância, com noções enormes. Como a paz. | ” |

O'Toole morreu aos 81 anos em Londres, em um domingo, 15 de dezembro de 2013.

## Nomeações aoOscar
| Ano  | Filme              | Vencedor                                    | Nomeados |
| ---- | ------------------ | ------------------------------------------- | --- |
| 1962 | Lawrence da Arabia | Gregory Peck – To Kill a Mockingbird        | Burt Lancaster - Birdman of Alcatraz Jack Lemmon - Days of Wine and Roses Marcello Mastroianni - Divorzio all'Italiana' |
| 1964 | Becket             | Rex Harrison – My Fair Lady                 | Richard Burton – Becket Anthony Quinn - Zorba the Greek Peter Sellers - Dr. Strangelove                                 |
| 1968 | The Lion in Winter | Cliff Robertson – Charly                    | Alan Arkin – The Heart Is a Lonely Hunter Alan Bates – The Fixer Ron Moody – Oliver!                                    |
| 1969 | Goodbye, Mr. Chips | John Wayne – True Grit                      | Richard Burton – Anne of the Thousand Days Dustin Hoffman – Midnight Cowboy Jon Voight – Midnight Cowboy                |
| 1972 | The Ruling Class   | Marlon Brando – The Godfather               | Michael Caine – Sleuth Laurence Olivier – Sleuth Paul Winfield – Sounder                                                |
| 1980 | The Stunt Man      | Robert De Niro – Raging Bull                | Robert Duvall – The Great Santini John Hurt – O Homem Elefante Jack Lemmon – Tribute                                    |
| 1982 | My Favorite Year   | Ben Kingsley – Gandhi                       | Dustin Hoffman – Tootsie Jack Lemmon – Missing Paul Newman – The Verdict                                                |
| 2006 | Venus              | Forest Whitaker – The Last King of Scotland | Leonardo DiCaprio – Blood Diamond Ryan Gosling – Half Nelson Will Smith – The Pursuit of Happyness                      |

## Filmografia
| Ano  | Filme                                   | Papel                                                       |
| ---- | --------------------------------------- | ----------------------------------------------------------- |
| 1960 | Kidnapped                               | Robin MacGregor                                             |
| 1960 | The Day They Robbed the Bank of England | Captain Fitch                                               |
| 1960 | The Savage Innocents                    | First Trooper                                               |
| 1962 | Lawrence da Arabia                      | T. E. Lawrence                                              |
| 1964 | Becket                                  | Rei Henrique II da Inglaterra                               |
| 1965 | Lord Jim                                | Lord Jim                                                    |
| 1965 | What's New Pussycat?                    | Michael James                                               |
| 1965 | The Sandpiper                           |                                                             |
| 1966 | How to Steal a Million                  | Simon Dermott                                               |
| 1966 | The Bible: In the Beginning…            | The Three Angels                                            |
| 1967 | The Night of the Generals               | General Tanz                                                |
| 1967 | Casino Royale                           | Piper                                                       |
| 1968 | The Lion in Winter                      | Rei Henrique II da Inglaterra                               |
| 1968 | Great Catherine                         | Capt. Charles Edstaston                                     |
| 1969 | Goodbye, Mr. Chips                      | Arthur Chipping                                             |
| 1970 | Country Dance                           | Sir Charles Ferguson                                        |
| 1971 | Murphy's War                            | Murphy                                                      |
| 1972 | Under Milk Wood                         | Captain Tom Cat                                             |
| 1972 | The Ruling Class                        | Jack Gurney, 14th Earl of Gurney                            |
| 1972 | Man of La Mancha                        | Don Quixote de La Mancha/Miguel de Cervantes/Alonso Quijana |
| 1975 | Rosebud                                 | Larry Martin                                                |
| 1975 | Man Friday                              | Robinson Crusoe                                             |
| 1976 | Foxtrot                                 | Liviu                                                       |
| 1976 | Rogue Male                              | Sir Robert Thorndyke                                        |
| 1978 | Power Play                              | Colonel Zeller                                              |
| 1979 | Zulu Dawn                               | Lord Chelmsford                                             |
| 1979 | Calígula                                | Tiberius Julius Caesar Augustus                             |
| 1980 | The Stunt Man                           | Eli Cross                                                   |
| 1981 | Masada                                  | General Cornelius Flavius Silva                             |
| 1982 | My Favorite Year                        | Alan Swann                                                  |
| 1983 | Sherlock Holmes and the Valley of Fear  | Sherlock Holmes                                             |
| 1983 | Sherlock Holmes and a Study in Scarlet  | Sherlock Holmes                                             |
| 1983 | Sherlock Holmes and the Sign of Four    | Sherlock Holmes                                             |
| 1984 | Supergirl                               | Zaltar                                                      |
| 1985 | Creator                                 | Harry                                                       |
| 1986 | Club Paradise                           | Governor Anthony Cloyden Hayes                              |
| 1987 | The Last Emperor                        | Sir Reginald Johnston                                       |
| 1988 | High Spirits                            | Peter Plunkett                                              |
| 1989 | As Long as It's Love                    | Prof. Yan McShoul                                           |
| 1990 | The Rainbow Thief                       | Prince Meleagre                                             |
| 1990 | Wings of Fame                           | Cesar Valentin                                              |
| 1990 | The Nutcracker Prince                   | Pantaloon                                                   |
| 1991 | King Ralph                              | Sir Cedric Charles Willingham                               |
| 1992 | Rebecca's Daughters                     | Lord Sarn                                                   |
| 1992 | Isabelle Eberhardt                      | Maj. Lyautey                                                |
| 1993 | The Seventh Coin                        | Emil Saber                                                  |
| 1997 | FairyTale: A True Story                 | Arthur Conan Doyle                                          |
| 1998 | Phantoms                                | Dr. Timothy Flyte                                           |
| 1998 | Coming Home                             | Colonel Edgar Carey-Lewis                                   |
| 1999 | The Manor                               | Mr. Ravenscroft                                             |
| 1999 | Molokai: The Story of Father Damien     | William Williamson                                          |
| 1999 | Joan of Arc                             | Bishop Cauchon                                              |
| 2002 | Global Heresy                           | Lord Charles Foxley                                         |
| 2002 | The Final Curtain                       | J. J. Curtis                                                |
| 2003 | Bright Young Things                     | Colonel Blount                                              |
| 2003 | "Augustus: O Primeiro Imperador"        | Augusto                                                     |
| 2004 | Troy                                    | Priam                                                       |
| 2005 | Lassie                                  | The Duke                                                    |
| 2005 | Casanova                                | Giacomo Casanova velho                                      |
| 2006 | Venus                                   | Maurice                                                     |
| 2006 | One Night with the King                 | Samuel                                                      |
| 2007 | Ratatouille                             | Anton Ego                                                   |
| 2007 | Stardust                                | King of Stormhold                                           |
| 2008 | Dean Spanley                            | Fisk Senior                                                 |
| 2008 | Thomas Kinkade's Home for Christmas     | Glen Wesman                                                 |
| 2012 | Cristiada                               | Father Christopher                                          |
| 2012 | Eldorado                                | Narrador                                                    |
| 2014 | Katherine of Alexandria                 | Gallus                                                      |